# Puerto Rico i olympiska sommarspelen 1960
Puerto Rico deltog med 27 deltagare vid de olympiska sommarspelen 1960 i Rom. Ingen av landets deltagare erövrade någon medalj.